# Ludvig von Saltza
Jakob Ludvig von Saltza, född 8 oktober 1685 i Livland, död 29 maj 1763 i Jönköping, var en svensk militär och landshövding.

## Bana
Ludvig von Saltza var son till ryttmästaren Anton Fredrik von Saltza och Anna Dorothea Taube af Odenkat, dotter till överste Edvard Taube. Han blev volontär vid Tisenhausens regemente 1700, sergeant samma år, adjutant vid överstelöjtnant Georg Gustaf Wrangels lantmilisbataljon 1701, fänrik 1 mars 1702, löjtnant vid Mellins estländska infanteriregemente 1703, kaptenlöjtnant vid Upplands regemente 1709, kapten 1710, ryttmästare vid Upplands femmänningsregemente 26 september samma år och major 2 april 1719. Han blev kapten vid Östgöta regemente 1722  och major vid Zanders regemente i Göteborg 30 december 1734, överstelöjtnant 24 mars 1739 och överste för Älvsborgs regemente 30 januari 1747. Von Saltza blev landshövding i Jönköpings län 6 augusti 1751 och generalmajor 10 december samma år. Han erhöll på begäran avsked 29 juni 1762.
Von Saltza naturaliserades som svensk adelsman 1731 och blev friherre 3 mars 1755.
Han deltog i flera strider, bland annat blev han svårt sårad i slaget vid Helsingborg. Under sin tid som landshövding i Jönköping kom han i konflikt med Jönköpings stad i en jordfråga, där han agerade synnerligen egenmäktigt och av 1762 års ständer fick han en skarp reprimand. Jönköpings stad förklarades ha skäl att väcka åtal mot honom, men detta inställdes dock. Troligen bidrog händelsen till att han begärde avsked kort därefter.

## Utmärkelser
von Saltza blev riddare av Svärdsorden 26 september 1748 och kommendör av samma orden 26 april 1753.

## Familj
Ludvig von Saltza gifte sig 1715 med Anna Charlotta Kruuse af Verchou, död 1766, dotter till översten Carl Gustaf Kruse och Anna Sinclair. De fick sex barn, däribland Maria Lovisa von Saltza och Hugo Herman von Saltza.